# Florian Hassel
Florian Hassel (* 3. April 1964 in Bergneustadt) ist ein deutscher Journalist.

## Berufsweg
Hassel begann seine journalistische Laufbahn nach Abitur und Zivildienst als freier Mitarbeiter des Kölner Stadt-Anzeigers. Von 1986 bis 1992 studierte er Deutsche und Amerikanische Geschichte sowie Deutsche Literatur an der Universität Köln. Ab 1988 war er Mitarbeiter der Zeit (Magazin, Wirtschaftsredaktion, Modernes Leben) und ab Herbst 1989 beim Stern. 
1993 wurde Hassel Redakteur des österreichischen Nachrichtenmagazins profil. 1996 ging er als freier Journalist nach Moskau. Von 1998 bis 2008 war er Moskau-Korrespondent der Frankfurter Rundschau und anderer Tageszeitungen. 2009 bis 2012 war er Reporter im Wirtschaftsressort der Tageszeitung Die Welt mit Sitz in Berlin. 
2013 wurde er Balkankorrespondent der Süddeutschen Zeitung mit Sitz in Belgrad. Von 2015 bis 2021 war er Osteuropakorrespondent der Süddeutschen Zeitung mit Sitz in Warschau. 2022 kehrte er für die Zeitung nach Belgrad zurück, neben der Berichterstattung über die Balkanländer ist er für die Ukraine zuständig.

## Auszeichnungen
2003 erhielt er zusammen mit Tomas Avenarius für eine Reportagenserie aus Tschetschenien den zweiten Preis des Wächterpreises der Tagespresse. 
2011 erhielt er für eine Serie über die Griechenlandkrise in der Welt am Sonntag den Ernst-Schneider-Preis für Wirtschaftsjournalismus.

## Schriften
- Der Krieg im Schatten: Russland und Tschetschenien. Suhrkamp, 2003. ISBN 3-518-12326-2